# Walter Prell

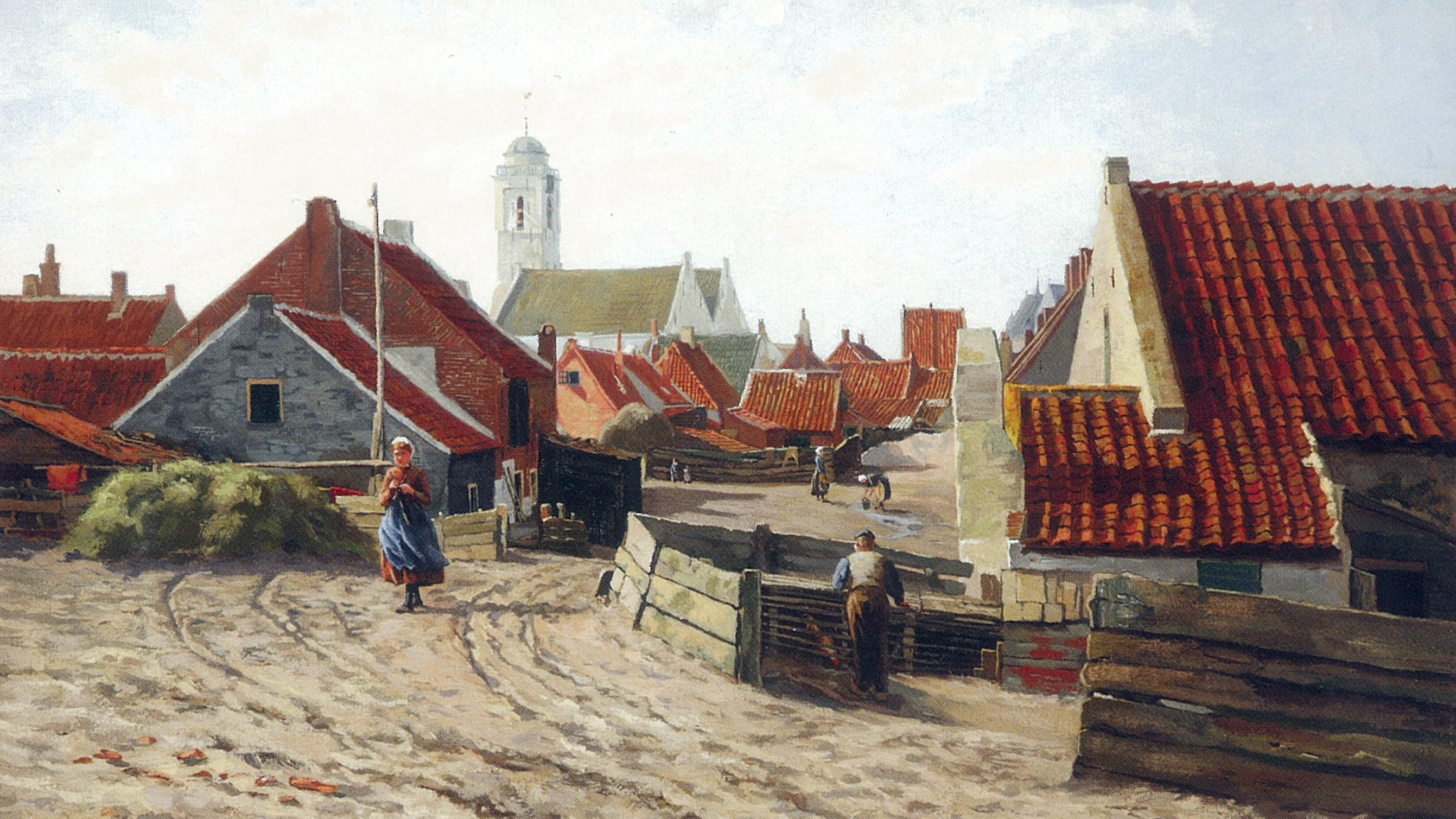
Prell: Gezicht op Katwijk, 1890, Katwijks Museum

Walter Prell (Leipzig, 1857 - Parijs, 1936) was een Duitse academische kunstschilder. 

## Leven en werk
Prell studeerde aan de Kunstacademie Düsseldorf en later te Parijs aan de Académie Julian, onder Jean-Paul Laurens en Jean-Joseph Benjamin-Constant. Hij schilderde in een academische stijl met invloeden vanuit het impressionisme, voornamelijk landschappen, maar ook wel dorpsgezichten en portretten. Hij werkte onder andere in Parijs (van waaruit hij heel Frankrijk bereisde), München en het Tsjechische Znaim, alwaar hij schilderde in de bergachtige omgeving. Ook bezocht hij rond 1890 Nederland. In het Katwijks Museum bevindt zich een plaatselijk dorpsgezicht van zijn hand. Ook was hij in Volendam.
Prell overleed in 1936 te Parijs. Zijn broer Hermann (1854-1922) was eveneens kunstschilder.